# Ministero dei trasporti
Il Ministero dei trasporti  era il dicastero del governo Italiano preposto ai trasporti sulle reti stradali, autostradali, ferroviarie, aeroportuali.
Il Ministero venne soppresso con la riforma Bassanini di cui al d.lgs. 30 luglio 1999, n. 300, entrata in vigore nel 2001. Attualmente le sue funzioni sono svolte dal Ministero delle infrastrutture e dei trasporti.

## Storia
Già presente nel governo Boselli, il dicastero venne istituito il 22 giugno 1916 con la denominazione di Ministero dei trasporti marittimi e ferroviari. Col governo Nitti I, dal 21 maggio 1920 il dicastero viene soppresso ed accorpato al Ministero dei lavori pubblici.
Con decreto luogotenenziale del 12 dicembre 1944, n. 413, il Ministero dei trasporti viene scorporato dal Ministero delle poste e telegrafi (che era stato ribattezzato Ministero delle comunicazioni nel 1924), ove già da tempo un sottosegretario si occupava di trasporti, ferrovie e strade; la porzione restante, relativa a telefoni, telegrafi e simili, vennero eretta in Ministero delle poste e delle telecomunicazioni.
Col governo Leone I, nel 1963 viene aggiunta la componente sull'aviazione civile, con conseguente cambiamento di denominazione in Ministero dei trasporti e dell'aviazione civile; nel 1974, con il governo Moro IV, perse la competenza sull'aviazione civile e tornò alla precedente denominazione.
Il successivo accorpamento tra Ministero dei trasporti e Ministero della marina mercantile condusse alla nascita del Ministero dei trasporti e della navigazione, divenuto operativo nel 1994 col governo Berlusconi I. La riforma Bassanini ne dispose l'ulteriore accorpamento col Ministero dei lavori pubblici per dare vita al Ministero delle infrastrutture e dei trasporti: la nuova struttura vide la luce nel 2001, col Governo Berlusconi II. 
Nel 2006, col governo Prodi II, il Ministero dei trasporti fu ricostituito come dicastero autonomo, per essere poi definitivamente riaccorpato nel Ministero delle infrastrutture e dei trasporti nel 2008, col governo Berlusconi IV.

## Funzioni
Il Ministero dei trasporti proponeva, di concerto col Ministero delle infrastrutture, il piano generale dei trasporti e della logistica e i piani di settore per i trasporti, compresi i piani urbani di mobilità, ed esprimeva, per quanto di competenza, il concerto sugli atti di programmazione degli interventi di competenza del Ministero delle infrastrutture.

## Organizzazione
Il dicastero, insieme al parallelo Ministero delle infrastrutture, era organizzato nelle seguenti sezioni:

### Uffici di diretta collaborazione
- Ufficio di gabinetto
- Ufficio legislativo
- Ufficio stampa
- Segreteria del ministro
- Struttura tecnica di missione
- Servizio di controllo interno

### Altri organi alle dipendenze del ministro
- Consigliere per gli affari internazionali
- Commissari straordinari per la realizzazione delle infrastrutture strategiche
- Servizio per l'alta sorveglianza per le grandi opere
- Organo centrale di sicurezza
- Ufficio per la regolazione dei servizi ferroviari
- Incarico studio politiche culturali nella realizzazione delle infrastrutture
- Incarico studio politiche sulla sicurezza
- Consiglieri ministeriali

### Dipartimenti
La struttura organizzativa del ministero era implementata in 4 dipartimenti:
- Dipartimento per il coordinamento dello sviluppo del territorio, per il personale ed i servizi generali
- Dipartimento per le infrastrutture stradali, l'edilizia e la regolazione dei lavori pubblici
- Dipartimento per la navigazione e il trasporto marittimo e aereo
- Dipartimento per i trasporti terrestri (Motorizzazione civile)

### Uffici decentrati: Direzione generale territoriale (DGT)
(Decreto del presidente del Consiglio dei ministri - 11 febbraio 2014, n.72 - G.U. n. 105 dell'8.5.2014)
- NORD-OVEST:

Piemonte, Valle d'Aosta, Lombardia, Liguria con sede a Milano;
- NORD-EST:

Veneto, Trentino-Alto Adige, Friuli-Venezia Giulia, Emilia-Romagna, Marche con sede a Venezia
- CENTRO:

Toscana, Umbria, Lazio, Abruzzo, Sardegna con sede a Roma
- SUD:

Campania, Molise, Puglia, Basilicata, Sicilia, Calabria con sede a Napoli

### Comando generale del Corpo delle capitanerie di porto
- Guardia costiera

### Enti vigilati
- ANAS s.p.a. (Ente nazionale per le strade)
- Autorità portuali
- Centro internazionale radio medico (CIRM)
- CETENA. s.p.a. (Centro per gli studi di tecnica navale)
- Ente nazionale per l'aviazione civile (ENAC)
- Fondazione marittima Ammiraglio Michelagnoli
- Ferrovie dello Stato Italiane S.p.A. (Ferrovie dello Stato)
- INSEAN Istituto nazionale per studi ed esperienze di architettura navale (INSEAN)
- Lega navale italiana (LNI)
- Registro italiano navale (RINA)
- Registro italiano dighe (RID)

### Altri uffici
- Ufficio relazioni con il pubblico
- Biblioteca
- Ufficio relazioni sindacali
- Servizio prevenzione e protezione (S.P.P.)